# Kalmar HC
Kalmar HC – szwedzki klub hokeja na lodzie z siedzibą w Kalmarze.